# Krzyż Wojenny (Norwegia)
Krzyż Wojenny (norw. Krigskorset, nynorsk Krigskrossen) – najwyższe odznaczenie wojskowe i jednocześnie najwyższe odznaczenie Królestwa Norwegii.

## Historia
Jednostopniowy krzyż został ustanowiony przez króla Haakona VII na uchodźstwie w Londynie 23 maja 1941 roku. Zgodnie z pierwotnym statutem mógł on zostać nadany osobie wojskowej lub cywilnej, zarówno Norwegowi, jak cudzoziemcowi za wyjątkowe zasługi w czasie wojny, takie jak osobiste męstwo czy skuteczne dowodzenie jednostkami wszystkich rodzajów broni, zaś w szczególności za wybitną działalność dla sprawy i niepodległości Norwegii w czasie wojny. Wkrótce przed powrotem króla i rządu do ojczyzny, 18 maja 1945 zmieniono statuty, ustanawiając Krzyż Wolności Haakona VII, przeznaczony przede wszystkim dla osób cywilnych i ograniczając nadania Krzyża Wojennego (odtąd zawsze z okuciem w kształcie miecza na wstążce) do zasług wyłącznie wojennych. 
Krzyż Wojenny jest najwyższym odznaczeniem w hierarchii orderów i odznaczeń Królestwa Norwegii. Może zostać nadany tej samej osobie wielokrotnie.
Od 1941 do chwili obecnej (wrzesień 2020) krzyż nadano ogółem 290 razy (w tym dla 7 sztandarów pułków francuskich walczących pod Narwikiem oraz 26 nadań pośmiertnych).
Krzyż Wojenny otrzymało 13 obywateli polskich.
Od 2011 roku krzyż jest nadawany za czyny męstwa i waleczności podczas pełnienia misji pokojowych i stabilizacyjnych z udziałem Norweskich Sił Zbrojnych. Do 2020 roku nadano 8 krzyży (w tym 1 pośmiertnie) za misję w Afganistanie oraz 1 za misję w Bośni i Hercegowinie.

## Insygnia
Oznaką odznaczenia jest wykonany w brązie nieemaliowany krzyż trójlistny. W medalionie środkowym awersu znajduje się zwieńczona koroną tarcza herbowa z norweskim lwem, rewers jest gładki, bez napisów. Krzyż jest zawieszony na kółku w kształcie wieńca dębowego. Odznaczenie noszone jest po lewej stronie piersi, na wstążce w norweskich barwach narodowych: czerwonej z niebieskim paskiem pośrodku, oblamowanym białymi prążkami. Każde nadanie oznacza się brązowym okuciem w kształcie miecza, umieszczonym na wstążce oraz baretce.

## Odznaczeni

### Odznaczeni wielokrotnie
- kpt. Gunnar Sønsteby – trzykrotnie
- Knut Haugland – dwukrotnie
- kpt. marynarki Leif Andreas Larsen – dwukrotnie
- por. Max Manus – dwukrotnie

### Polacy odznaczeni Krzyżem Wojennym
- Wacław Kobyliński, podpułkownik (90)
- Andrzej Stańczyk, major (91)
- Rudolf Marian Neuman, kapitan (92)
- Brunon Utnicki, porucznik (93)
- Piotr Szewczyk, podporucznik (94)
- Leon Słupieński, podchorąży (95)
- Kazimierz Kędzierski, porucznik (96)
- Kazimierz Dziedzioch, kapral (97)
- Wasyl Cykwas, strzelec (98)
- Jan Łasowski, strzelec (99)
- Zygmunt Bohusz-Szyszko, generał brygady (100)
- Janusz Iliński, podpułkownik (101)
- Władysław Sikorski, generał broni (184)

Wszyscy odznaczeni poza gen. Sikorskim otrzymali krzyż w roku 1942. Gen. Sikorskiemu przyznano go pośmiertnie w roku 1943. W nawiasach podano numery nadań.